# Вавжишув (Мазовецьке воєводство)
Вавжишув (пол. Wawrzyszów) — село в Польщі, у гміні Волянув Радомського повіту Мазовецького воєводства.
Населення — 380 осіб (2011).
У 1975-1998 роках село належало до Радомського воєводства.

## Демографія
Демографічна структура станом на 31 березня 2011 року:
|          | Загалом | Допрацездатний вік | Працездатний вік | Постпрацездатний вік |
| -------- | ------- | ------------------ | ---------------- | -------------------- |
| Чоловіки | 183     | 50                 | 124              | 9                    |
| Жінки    | 197     | 50                 | 113              | 34                   |
| Разом    | 380     | 100                | 237              | 43                   |